# Terrorisme en 2005
Chronologie du terrorisme
- 2001
- 2002
- 2003
- 2004
- 2005
- 2006
- 2007
- 2008
- 2009

2 014 attaques terroristes ont eu lieu en 2005 dont vingt-cinq attentats-suicides en Afghanistan et dans les zones tribales du Pakistan. 6 311 personnes sont décédées lors des 2 014 attaques terroristes.

## Événements

### Janvier
- 2 janvier, Irak : un attentat à la voiture piégée à Balad fait dix-neuf morts dont dix-huit gardes nationaux[3].
- 3 janvier, Irak : une série d'attentats fait vingt morts[4].
- 5 janvier, Irak : une série d'attentats fait vingt-cinq morts[5]

### Février
- 14 février, Liban : l'ancien Premier ministre libanais Rafiq Hariri est tué dans un attentat à la voiture piégée à Beyrouth[réf. souhaitée].
- 28 février, Irak : un attentat à la voiture piégée à Hilla fait 114 morts et 130 blessés[6].

### Mars
- 10 mars, Irak : un attentat suicide à Mossoul fait 47 morts et 90 blessés[7].
- 23 mars, Liban : un attentat à l'explosif fait trois morts dans un centre commercial de Kaslik[8].

### Avril
- 7 avril, Égypte : attentat-suicide dans le souk de Khân al-Khalili au Caire causant la mort de trois touristes, dont deux Français[9].

### Mai
- 4 mai, Irak : un attentat suicide contre des Kurdes à Erbil fait 60 morts et 150 blessés[10].
- 7 mai, Irak : un attentat suicide à Bagdad fait dix-sept morts et trente-trois blessés[11].
- 11 mai, Irak : une série d'attentats à la bombe à Hawija font 71 morts et cent blessés[12].

### Juin
- 2 juin, Liban : le journaliste antisyrien Samir Kassir est tué dans un attentat à la voiture piégée dans le quartier chrétien d'Achrafieh à Beyrouth[8].
- 21 juin, Liban : l'ancien secrétaire général du Parti communiste Georges Haoui est tué dans un attentat à la voiture piégée près de son domicile, à Beyrouth[8].

### Juillet
- 7 juillet, Royaume-Uni : série de quatre attentats dans les transports en commun de Londres revendiqués par un groupuscule affilié à Al-Qaïda : 56 morts et sept cents blessés[13].
- 16 juillet, Irak : un kamikaze se fait exploser, avec son camion citerne, dans une station-service près d'une mosquée de la ville chiite Musayyib, à environ 60 km au sud de Bagdad, tuant plus de 98 personnes et faisant plus de cent blessés[14].
- 23 juillet, Égypte : attentats à Charm el-Cheikh en Égypte revendiqués par le même groupuscule affilié à Al-Qaïda que celui du 7 juillet fait 88 morts et plus de deux cents blessés[15].

### Septembre
- 14 septembre, Irak : une série d'attentats à la bombe à Bagdad font 150 morts et 160 blessés[16].

### Octobre
- 1er octobre, Indonésie : trois attentats coordonnés à Bali contre une zone touristique, une vingtaine de morts et plus de 100 blessés[réf. souhaitée].
- 11 octobre, Irak : un attentat à la voiture piégée à Talafar fait trente morts[17].
- 29 octobre, Inde : trois explosions ont semé la mort sur les marchés de New Delhi. Le gouvernement indien avance le bilan de 62 décès et environ 210 blessés, dont plusieurs étrangers. Les attentats ont été revendiqués par un groupe de séparatistes du Cachemire.[réf. souhaitée].

### Novembre
- 9 novembre, Jordanie : une série d'attentats terroristes dans des hôtels de Amman fait 62 morts et en blesse 115[réf. souhaitée].
- 23 novembre, Irak : un attentat à la voiture piégée à Kirkouk fait dix-huit morts et vingt-cinq blessés[18].

### Décembre
- 6 décembre, Irak : un attentat suicide contre une académie de police à Bagdad fait 36 morts et 70 blessés[19].
- 8 décembre, Irak : l'explosion d'une bombe dans un bus à Nassiriya fait trente morts et vingt-cinq blessés[20].
- 9 décembre, Jordanie : un triple attentat-suicide a visé en Jordanie la capitale Amman. Les bilans provisoires font état de 57 personnes tuées et trois cents personnes blessées, essentiellement de nationalité jordanienne[21].
- 12 décembre, Liban : Gébrane Tuéni, député et directeur du quotidien Al Nahar est assassiné dans un attentat à la voiture piégée à Beyrouth[22].